# وادي قناة

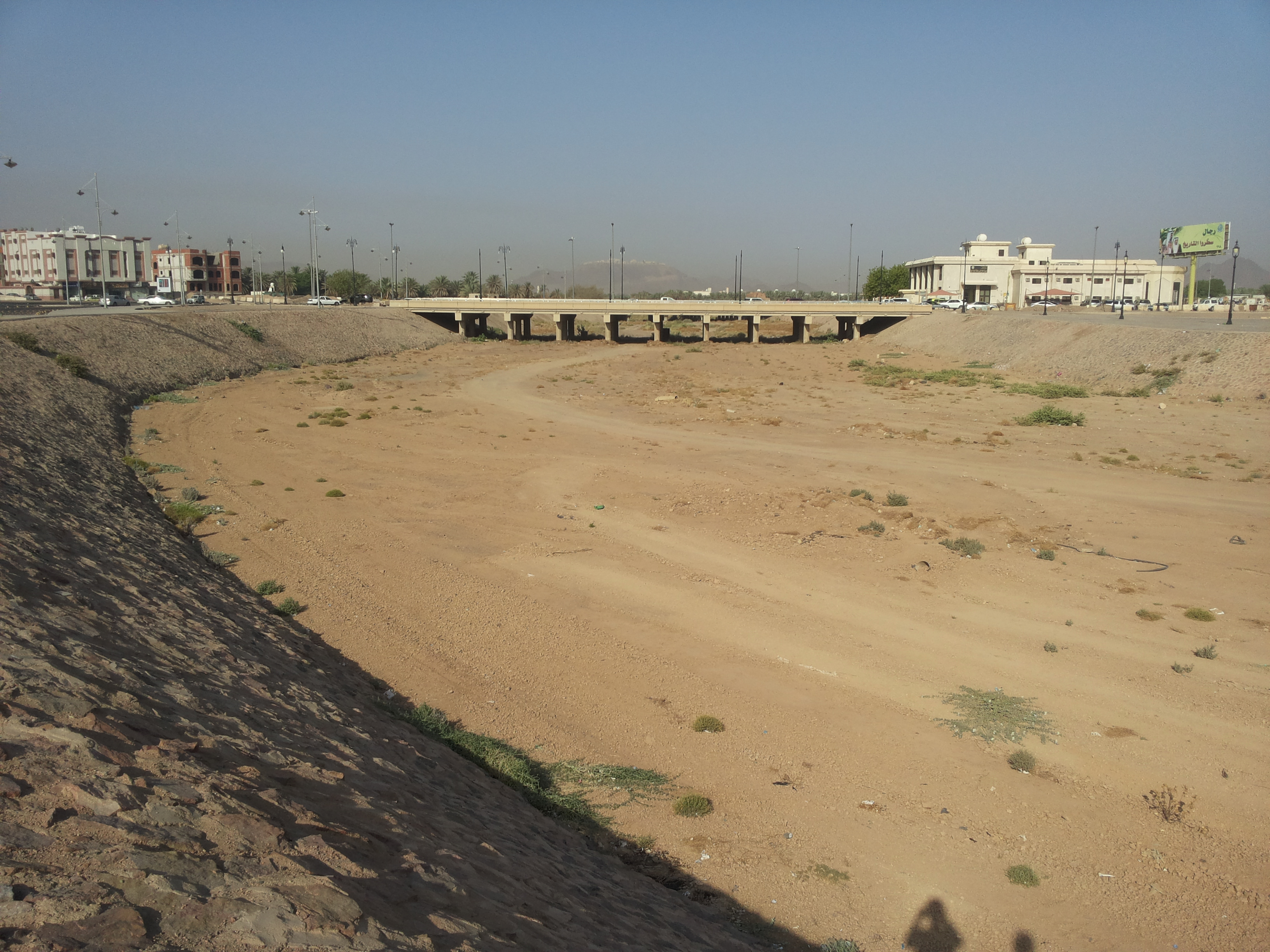

وادي قناة، أحد الأودية الكبيرة التي تأتي إلى المدينة المنورة، ويروى أن مسيله يبدأ من جبال الطائف حيث تتجمع فيه عدة أودية في الطريق إلى أن يصل إلى المدينة المنورة من جهتها الشمالية الشرقية ويمر من جنوبي جبل أحد باتجاه الغرب ويميل قليلاً إلى الشمال حتى يلتقي مع وادي العقيق عند زغابة . ويصب في مجمع الأسيال . وتذكر المصادر التاريخية أنه فاض بسيل عظيم عدة مرات وخشي الناس أن يجتاح المدينة ، وسمي في بعض المصادر سيل حمزة بن عبد المطلب لمروره بمنطقة أحد . كما تذكر أن مجراه قد تغير في شرقي المدينة عام 654 هـ فقد حدثت في تلك السنة تغيرات مناخية كثيرة وشهدت المدينة المنورة أمطاراً وزلزالاً وانفجر بركان ضخم في أطراف حرة واقم وفاض وادي قناة وهدد المدينة من شرقيها ، ولكن الحمم المتدفقة من البركان سدت مجراه باتجاه المدينة فتحول شمالاً وتجمعت خلفه بحيرة عظيمة ظلت عدة سنوات كثرت فيها المياه الجوفية في المزارع ، وجرى الوادي باتجاه الشمال قليلاً وابتعد عن المناطق السكنية ثم تابع مجراه جنوبي أحد ومازال مجراه كذلك حتى اليوم ، يفيض عندما تكثر الأمطار .